# Andrzej Antoni Glindzicz
Andrzej Antoni Glindzicz herbu Ostoja – krajczy grodzieński w latach 1752–1782, podstarości grodzieński w 1765 roku.

## Życiorys
W załączniku do depeszy z 2 października 1767 roku do prezydenta Kolegium Spraw Zagranicznych Imperium Rosyjskiego Nikity Panina, poseł rosyjski Nikołaj Repnin określił go jako posła właściwego dla realizacji rosyjskich planów na sejmie 1767 roku, poseł powiatu grodzieńskiego na sejm 1767 roku. 